# Alan Brooke

Brooke (links) en Churchill bezoeken Montgomery in zijn mobiele hoofdkwartier in Normandië, 12 juni 1944

Alan Francis Brooke (Bagnères-de-Bigorre, 23 juli 1883 – Hartley Wintney, 17 juni 1963) was een Britse generaal en veldmaarschalk. Hij was de 1e viscount (burggraaf) van Alanbrooke.
Als bevelhebber van het Britse 2e legerkorps wist Brooke in 1940 door achterhoedegevechten een belangrijke bijdrage te leveren aan de evacuatie van het Brits leger uit Duinkerke. Later in 1940 werd Brooke benoemd tot opperbevelhebber van het Britse thuisleger. Hij kreeg de moeilijke taak de Britse verdediging tegen de verwachte Duitse invasie op te zetten. Eind 1941 volgde Brooke John Dill op als chef van de Britse Generale Staf. In juni 1942 werd Brooke Chief of the Imperial General Staff (CIGS), verantwoordelijk voor het uittekenen van de grote strategie. Hij moest de militaire ideeën van Winston Churchill realiseren of de plannen die niet uitvoerbaar waren uit zijn hoofd praten. Ook met zijn Amerikaanse evenknie George Marshall werkte hij nauw samen.
Op 6 augustus 1942 bood Churchill Brooke het commando aan over de Britse troepen in het Nabije Oosten. Hoewel deze kans om Erwin Rommel te bevechten hem sterk aansprak, bleef hij op post omdat hij meende dat de eerste minister alleen uit was op een meer gewillige CIGS.
Hij ontving veel onderscheidingen waaronder de Amerikaanse Army Distinguished Service Medal.

## Militaire loopbaan
- Second Lieutenant: 24 december 1902[3][4]
- Lieutenant: 24 december 1905[3]
- Captain: 30 oktober 1914[3]
- Major: 24 april 1916[3]
- Tijdelijk Lieutenant-Colonel: 20 september 1918[3]
- Titulair Lieutenant-Colonel: 1 januari 1919[3]
- Colonel: 26 februari 1929[3]
  - Anciënniteit vanaf: 1 januari 1923[3]
- Tijdelijk Brigadier: 4 februari 1929[3]
- Major-General: 1 juni 1935[3]
- Lieutenant-General: 15 juli 1938[3]
- Waarnemend General: 20 juli 1940[3]
- General: 7 mei 1941[3]
- Field Marshal: 1 januari 1944[3]

## Decoraties
- Ridder in de Orde van de Kousenband in 1946[5][3]
- Orde van het Bad
  - Ridder Grootkruis in 1942[6][7][3]
  - Ridder Commandeur op 10 juni 1940[8][3]
  - Lid op 1 februari 1937[9][3]
- Order of Merit (Verenigd Koninkrijk) op 13 juni 1946[10][3]
- Ridder Grootkruis in de Koninklijke Orde van Victoria op 1 juni 1953[11][3]
- Orde van Voorname Dienst (Verenigd Koninkrijk) in 1916[3] en Bar in 1918[12][3] en in 1918 en in 1 januari 1918[13]
- 1914-15 Ster[3]
- Britse Oorlogsmedaille[3]
- Overwinningsmedaille (Verenigd Koninkrijk)[3]
- 1939-1945 Ster
- War Medal 1939-1945[3]
- Herinneringsmedaille ter gelegenheid van de kroning van H.M. Koningin Elizabeth II van Groot-Brittannië
- Medaille voor de Kroning van George VI
- Medaille voor het Zilveren Jubileum van George V
- Grootlint in de Leopoldsorde (België) met Palm in 17 oktober 1946[14][3]
- Oorlogskruis 1914-1918 (België) op 15 april 1918[15][3]
- Oorlogskruis 1940-1945 (België) met Palm op 17 oktober 1946[16][3]
- Croix de guerre (Frankrijk) met Palm 1939-1945
- Ridder Grootkruis in de Orde van de Nederlandse Leeuw op 14 mei 1948[17]
- Ridder Grootkruis in de Orde van de Verlosser op 17 oktober 1946[18]
- Orde van de Dannebrog
- Orde Polonia Restituta, 1e klasse op 8 oktober 1943[19]
- Orde van Soevorov, 1e klasse op 26 februari 1944[20]
- Hij werd meerdere malen genoemd in de Dagorders. Dat gebeurde op:
- 22 juni 1915[3]
- 1 januari 1916[3]
- 4 januari 1917[3]
- 15 mei 1917[3]
- 11 december 1917[3]
- 20 december 1918[3]
- 5 juli 1919[3]
- 20 december 1940[3]

## Publicatie
- War Diaries 1939-1945 (2001)

- Bibliothèque nationale de France: cb14460322s (data)
- CiNii: DA06508620
- Gemeinsame Normdatei: 118647520
- International Standard Name Identifier: 0000 0001 0927 7637
- Library of Congress Control Number: n50058050
- National Archives and Records Administration: 10580544
- Bibliotheek van het Japanse parlement: 00431139
- Nationale Bibliotheek van Tsjechië: xx0055610
- Nationale Bibliotheek van Israël: 987007278341305171
- Nationale Bibliotheek van Polen: a0000001882557
- Nederlandse Thesaurus van Auteursnamen: 072985380
- LIBRIS: 265913
- SNAC: w64t93nh
- Système universitaire de documentation: 070144702
- Trove: 785377
- Virtual International Authority File: 97614641
- WorldCat: E39PBJyrYxg6j3fYdG44kyvj4q